# Reacción en cadena (película)
Chain Reaction (titulada en castellano Reacción en cadena en España e Hispanoamérica) es una película de suspense protagonizada por Keanu Reeves, Morgan Freeman y Rachel Weisz, y dirigida por Andrew Davis. Estrenada el 2 de agosto de 1996 en Estados Unidos y el 11 de octubre del mismo año en España.

## Argumento
Eddie Kasalivich es un estudiante que escribe su tesis y colabora como técnico en un equipo de investigación de Chicago dirigido por Paul Shannon. Él consigue un proceso para la producción de energía ecológica barata, pero más tarde la planta sufre una fuerte explosión que destruye todo el local y varios bloques. El líder del equipo, Allister Barclay, muere asesinado y los planes para el experimento desaparecen. Eddie lo descubre justo antes de la explosión, de la cual puede salvarse.
El FBI investiga a todos los miembros del equipo científico. Otro técnico, Lu Chen, también ha desaparecido. En la casa de Eddie $ 250.000 son encontrados. Eddie ahora es culpado por el desastre, y el FBI está detrás de él. En un bar, Eddie y Lily, su colega, ven en la televisión que están siendo buscados. Se separan y acuerdan reunirse en una fecha posterior en la estación. Eddie es reconocido y escapa a través de un puente levadizo, tras lo cual van a un lugar seguro.
Paul Shannon tiene que informar sobre lo ocurrido en una audiencia ante un comité de senadores. Incluso Shannon está ahora bajo la vigilancia por el FBI. Sin dejarse impresonar, Shannon impulsa proyecto otro en una segunda planta técnica subterránea, que tiene el mismo objetivo que el primero. Sin embargo, el proceso no funciona, porque las frecuencias solo las conoce Eddie.
El FBI persigue una llamada que hace Eddie a Shannon y encuentra así a los dos fugitivos. Desde un helicóptero, un "policía" mata allí a otro policía. Los dos pueden escapar y pasan la noche en una casa abandonada. Allí envían a Shannon una noticia. Se reúnen con él y entonces Lily es secuestrada por Shannon y llevada a la segunda planta, mientras que Eddie consigue escapar. Lily se encuentra en la planta con Lu Chen.  
Resulta que en el desarrollo de este sistema hay una conspiración del gobierno dirigida por Paul Shannon y la CIA con el objetivo de llevar tecnología revolucionaria de forma gradual al mercado, en lugar de todo a la vez, para evitar el sucesivo caos negativo económico que eso causaría. También era el plan original secuestrar al líder del equipo junto con Chen, pero Barclay murió de forma imprevista durante esa operación dirigida por Lyman Earl Collier, el secuaz de Shannon. Eddie consigue encontrar el sitio y crea la amenaza de otra explosión causada por él para salvar a Lily y a sí mismo. La explosión no se puede evitar debido a la posterior locura de Lyman, que, en contra de su voluntad, crea la situación matando además a Lu Chen. Eddie y Lily, sin embargo, pueden escapar en el último momento en el caos resultante, al igual que Paul Shannon, que mata a Lyman por su incompetencia al haber ido demasiado lejos en sus acciones (a sus espaldas también incriminó a Eddie y mató al policía para incriminarlo aún más) y por haber querido, en contra de la voluntad de Shannon, matar a Eddie y a Lily en venganza por lo sucedido en la planta.
Finalmente Shannon entra en su coche e informa al jefe de la CIA, su superior, que el sistema ya no está operativo. Eddie, antes de la explosión, consiguió distribuir la información sobre la planta y la información técnica de la producción energética a través de fax e Internet al FBI y a miles de científicos de todo el mundo, consiguiendo así exonerar a Lily y a sí mismo.

## Reparto
- Keanu Reeves (Eddie Kasalivich)
- Morgan Freeman (Paul Shannon)
- Rachel Weisz (Dr. Lily Sinclair)
- Fred Ward (agente del FBI Leon Ford)
- Kevin Dunn (agente del FBI Doyle)
- Brian Cox (Lyman Earl Collier)
- Joanna Cassidy (Maggie McDermott)
- Michael Shannon (repartidor de la floristería D.C. Flower)
- Tzi Ma (Lu Chen)
- Nicholas Rudall (Dr. Alistair Barkley)

| Protagonistas de Chain Reaction.            | Protagonistas de Chain Reaction.          | Protagonistas de Chain Reaction.                |
| ------------------------------------------- | ----------------------------------------- | ----------------------------------------------- |
|                                             |                                           |                                                 |
| Keanu Reeves interpreta a Eddie Kasalivich. | Morgan Freeman interpreta a Paul Shannon. | Rachel Weisz interpreta a la Dr. Lily Sinclair. |

## Localizaciones
Chain Reaction se rodó entre el 8 de enero y el 13 de abril de 1996 en diversas localizaciones de Estados Unidos. Destacando numerosas poblaciones de los estados de Illinois y Wisconsin, además de las ciudades de Washington y Chicago.

## Estrenos
| País                                                                          | Fecha de estreno                  |
| ----------------------------------------------------------------------------- | --------------------------------- |
| Alemania                                                                      | Jueves 21 de noviembre de 1996    |
| Argentina                                                                     | Jueves 31 de octubre de 1996      |
| Australia                                                                     | Jueves 16 de enero de 1997        |
| Austria                                                                       | Viernes 22 de noviembre de 1996   |
| Bélgica                                                                       | Miércoles 6 de noviembre de 1996  |
| Belice · Costa Rica · El Salvador · Guatemala · Honduras · Nicaragua · Panamá | Viernes 22 de noviembre de 1996   |
| Bolivia                                                                       | Jueves 7 de noviembre de 1996     |
| Brasil                                                                        | Viernes 4 de octubre de 1996      |
| Bulgaria                                                                      | Viernes 1 de noviembre de 1996    |
| Chile                                                                         | Jueves 10 de octubre de 1996      |
| Chipre                                                                        | Viernes 18 de octubre de 1996     |
| Colombia                                                                      | Viernes 27 de septiembre de 1996  |
| Corea del Sur                                                                 | Sábado 23 de noviembre de 1996    |
| Croacia                                                                       | Jueves 14 de noviembre de 1996    |
| Dinamarca                                                                     | Viernes 1 de noviembre de 1996    |
| Ecuador                                                                       | Viernes 25 de octubre de 1996     |
| Egipto                                                                        | Lunes 10 de febrero de 1997       |
| Eslovenia                                                                     | Jueves 31 de octubre de 1996      |
| España                                                                        | Viernes 11 de octubre de 1996     |
| Estados Unidos · Canadá                                                       | Viernes 2 de agosto de 1996       |
| Estonia                                                                       | Viernes 15 de noviembre de 1996   |
| Filipinas                                                                     | Miércoles 9 de octubre de 1996    |
| Finlandia                                                                     | Viernes 22 de noviembre de 1996   |
| Francia                                                                       | Miércoles 27 de noviembre de 1996 |

| País                         | Fecha de estreno                   |
| ---------------------------- | ---------------------------------- |
| Grecia                       | Viernes 18 de octubre de 1996      |
| Hong Kong                    | Jueves 21 de noviembre de 1996     |
| Hungría                      | Jueves 5 de diciembre de 1996      |
| India                        | Viernes 3 de enero de 1997         |
| Indonesia                    | Martes 24 de septiembre de 1996    |
| Islandia                     | Viernes 8 de noviembre de 1996     |
| Israel                       | Viernes 27 de septiembre de 1996   |
| Italia                       | Viernes 15 de noviembre de 1996    |
| Jamaica                      | Miércoles 4 de septiembre de 1996  |
| Japón                        | Sábado 5 de octubre de 1996        |
| Letonia                      | Viernes 1 de noviembre de 1996     |
| Líbano                       | Viernes 25 de octubre de 1996      |
| Lituania                     | Viernes 1 de noviembre de 1996     |
| Malasia                      | Jueves 26 de septiembre de 1996    |
| México                       | Viernes 11 de octubre de 1996      |
| Noruega                      | Viernes 15 de noviembre de 1996    |
| Nueva Zelanda                | Jueves 16 de enero de 1997         |
| Países Bajos                 | Jueves 31 de octubre de 1996       |
| Paraguay                     | Viernes 8 de noviembre de 1996     |
| Perú                         | Viernes 4 de octubre de 1996       |
| Polonia                      | Viernes 1 de noviembre de 1996     |
| Portugal                     | Viernes 29 de noviembre de 1996    |
| Puerto Rico                  | Jueves 22 de agosto de 1996        |
| Reino Unido Irlanda          | Viernes 6 de septiembre de 1996    |
| República Checa · Eslovaquia | Jueves 7 de noviembre de 1996      |
| República Dominicana         | Miércoles 18 de septiembre de 1996 |
| Rumania                      | Viernes 1 de noviembre de 1996     |
| Rusia                        | Viernes 27 de diciembre de 1996    |
| Serbia y Montenegro          | Jueves 21 de noviembre de 1996     |
| Singapur                     | Jueves 3 de octubre de 1996        |
| Sudáfrica                    | Viernes 25 de octubre de 1996      |
| Suecia                       | Viernes 22 de noviembre de 1996    |
| Suiza                        | Viernes 8 de noviembre de 1996     |
| Tailandia                    | Viernes 1 de noviembre de 1996     |
| Taiwán                       | Sábado 24 de agosto de 1996        |
| Turquía                      | Viernes 15 de noviembre de 1996    |
| Ucrania                      | Viernes 27 de diciembre de 1996    |
| Uruguay                      | Viernes 1 de noviembre de 1996     |
| Venezuela                    | Miércoles 25 de septiembre de 1996 |

## Recepción crítica y comercial
Según la página de Internet Rotten Tomatoes obtuvo un 10% de comentarios positivos. Destacar el comentario del crítico cinematográfico Roger Ebert:

"No es una mala película en algunos momentos y tiene enérgicas interpretaciones, pero la verdad es que no tiene mucho sentido."
Roger Ebert.

Recaudó 21 millones de dólares en Estados Unidos. Sumando las recaudaciones internacionales la cifra asciende a 60 millones. Su presupuesto fue de 50 millones.

## Premios
Razzie Awards
| Año  | Categoría  | Persona      | Resultado |
| ---- | ---------- | ------------ | --------- |
| 1997 | Peor Actor | Keanu Reeves | Candidato |

## BR y DVD
Reacción en cadena salió a la venta el 2 de marzo de 2000 en España, en formato DVD. El disco contiene menús interactivos, acceso directo a escenas, subtítulos en múltiples idiomas y making off. Además la película se puede encontrar también en formato Blu-ray, que salió a la venta el 4 de julio de 2007 en España. El disco contiene menús interactivos, acceso directo a escenas, subtítulos en múltiples idiomas, curiosidades y seis tráileres cinematográficos.